# 炭素13
炭素13（たんそ13、13C）は、天然に存在する炭素の安定同位体で、環境同位体の1つである。地球上の全炭素の約1.1%を占める。6個の陽子と7個の中性子から構成される。

## 核磁気共鳴による検出
核スピンの性質により、この同位体は共鳴周波数シグナルに反応する。核による周波数シグナルの吸収や放出は核磁気共鳴分光法により検出される。これは分子中で隣接した原子の種類と数についての情報を得る技術であり、有機分子の構造を知る手掛かりになる。炭素12のスピンは0であるためNMRのシグナルを示さず、また炭素13は炭素全体の1％に過ぎないので、分子内で隣り合うということもほとんどない。炭素13NMRでは、ノイズと結果を区別するために数分から数時間かけて何度もスキャンを行う。
タンパク質NMRでは、タンパク質を炭素13と窒素15で標識し、構造決定のための情報を得る。このようなタンパク質は、炭素13を含むグルコース、グリセロール、ピルビン酸等の炭素源の中で遺伝子工学によりタンパク質生産能を付与された微生物を育成することによって得られる。この方法により、特定の部位の炭素がほぼ全て炭素13に置き代わったタンパク質が生産できる。

## 質量分析による検出
有機物の質量分析では、分子のイオンピーク(M)より1だけ大きい位置に、常に小さなピークが表れる。これはM+1ピークとして知られ、炭素13原子の存在に由来する。1つの炭素原子を含む分子はMピークの約1.1%の高さのM+1ピークを持つことが期待される。同様に、分子中に2個の炭素原子を含む分子ではM+1ピークの高さはMピークの約2.2%となる。
上記の考え方は、小から中サイズの有機分子で当てはまり、以下の公式のようになる。
{\displaystyle C={\frac {100Y}{1.1X}}}
ここで、Cは炭素原子の数、XはMピークの大きさ、YはM+1ピークの大きさである。
質量分析を用いた代謝経路の解析では、炭素13を多く含んだ物質が用いられる。炭素13は放射性を持たないため、このような物質は摂取しても安全である。さらに、炭素13はタンパク質の計量にも用いられる。「細胞培養におけるアミノ酸を用いた安定同位体標識法」（SILAC）は、その重要な応用例である。
炭素12に対する炭素13の存在比は、C3植物と比べてC4植物の方が若干大きい。2種類の植物の同位体存在比の違いは食物連鎖により伝播するため、コラーゲンやその他の組織の同位対比を計測することにより、人間やその他の動物の主食が主にC3植物であるかC4植物であるか決定することができる。食物中の炭素13の比率を意図的に増やすことは「iFood」と呼ばれ、長寿法として提案されている。

## 地球科学での利用
植物や海洋への取り込み差によって、同位体を地球科学に用いることが可能である。水地球化学では、水面と海底のδ13Cの値を分析することによって、水の起源を同定することができる。これは、大気、岩石、植物に由来する炭素のδ13Cの値がそれぞれ異なっていることに由来する。δ13Cの値は次の式で求められる。
{\displaystyle \delta ^{13}C_{\text{Sample}}=\left({\frac {^{13}C/^{12}C_{\text{Sample}}}{^{13}C/^{12}C_{\mathrm {PDB} }}}-1\right)\cdot 1000}